# Aeropers
AEROPERS ist der Berufsverband des Cockpitpersonals der Swiss International Air Lines und der Edelweiss Air. Er ist ein Verein im Sinne des Schweizerischen Zivilgesetzbuches. Seit der Gründung 1945 vertritt er die Interessen seiner Mitglieder gegenüber den Arbeitgebern (ehemalige Swissair und heutige Swiss). Mit mehr als 1300 Aktiv-, rund 800 Passivmitgliedern und 200 Mitgliedern assoziierter Verbände ist er der grösste Berufspilotenverband in der Schweiz und ein legitimer Vertragspartner der Swiss.
Der Verein vertritt die Interessen seiner Mitglieder, die langfristige Arbeitsplatzsicherheit, vernünftige Arbeitsbedingungen und eine angemessene finanzielle Entschädigung umfassen. Er handelt dazu mit den jeweiligen Arbeitgebern einen für alle angestellten Piloten gültigen Gesamtarbeitsvertrag aus und überwacht dessen korrekte Umsetzung.